# NGC 4846
NGC 4846 (również PGC 44362 lub UGC 8079) – galaktyka spiralna z poprzeczką (SBbc), znajdująca się w gwiazdozbiorze Psów Gończych. Odkrył ją John Herschel 11 marca 1831 roku.
W galaktyce tej zaobserwowano supernową SN 2008ip.